# Provenzalische Sprache
Provenzalisch (französisch le provençal, okzitanisch lo provençau/lou prouvençau [lu pruvenˈsaw]) ist die Bezeichnung der in der Provence gesprochenen Varietäten (Dialekte) des Okzitanischen. Es gehört zusammen mit dem Languedokischen (französisch le languedocien) zur Gruppe des Südokzitanischen (französisch l’occitan méridional).
Mit „Provenzalisch“ wurde in der älteren Romanistik, aber oft auch im allgemeinen Sprachgebrauch, die Gesamtheit der okzitanischen Dialekte bezeichnet. In dieser Bedeutung wird heute die Bezeichnung „Okzitanisch“ vorgezogen.
Eine Gruppe von Linguisten, die die Vielfalt der Langues d’Oc betonen, wenden sich, teilweise auch mit Unterstützung der Bevölkerung, dagegen, das Provenzalische als einen Dialekt des Okzitanischen anzusehen. Für sie sind das Provenzalische und auch die anderen Dialekte (Varietäten) des Okzitanischen selbständige Sprachen der Sprachengruppe „Langues d’Oc“ (s. unten das Foto).

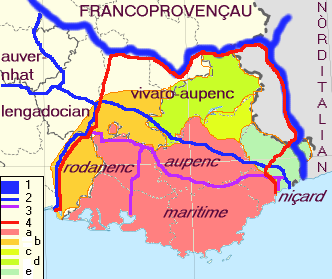
Die Dialekte des Provenzalischen nach der Unterteilung und Terminologie von Frédéric Mistral.
1= Grenze des Okzitanischen.
2= Dialektgrenze innerhalb des Okzitanischen.
3= Grenze von Unterdialekten.
4= Grenze des Provenzalischen nach Phillippe Blanchet.

## Die Bezeichnung „Provenzalisch“
Mit „Provenzalisch“ werden heute die in der Provence gesprochenen Varietäten (Dialekte) des Neuokzitanischen bezeichnet.
Besonders in der älteren Romanistik war Provenzalisch in der weiteren Bedeutung gleichbedeutend mit okzitanisch und bezeichnete als Oberbegriff die Gesamtheit der Varietäten des Okzitanischen. Diese werden nach ihrer Bejahungspartikel oc „ja“ (von lateinisch hoc) als langues d’oc von den langues d’oïl (altfranzösisch oïl, von lateinisch hoc ille, neufranzösisch oui „ja“) unterschieden. Langues d’oïl [lãɡdɔj] ist die Bezeichnung für die Varietäten (Dialekte) des Französischen.
Statt  Provenzalisch und Altprovenzalisch, bezogen auf die Gesamtheit der okzitanischen Sprache, werden in der Sprachwissenschaft heute vorzugsweise die Bezeichnungen Okzitanisch bzw. Altokzitanisch verwendet.
Näheres unter Okzitanische Sprache.

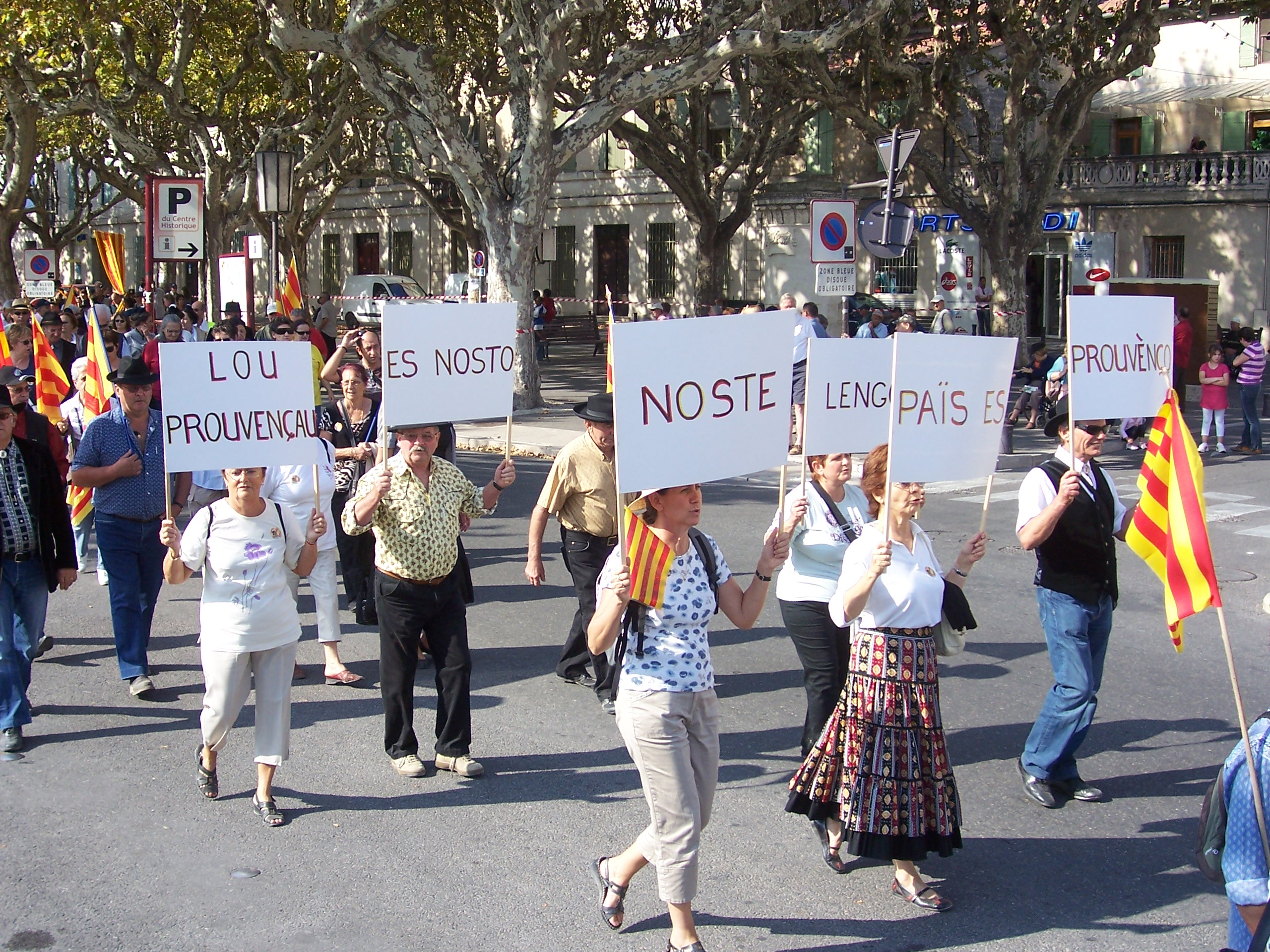
Demonstration für die Vielfalt der langues d’oc („pour la pluralité des langues d’oc“) zwischen Beaucaire und Tarascon am 3. Oktober 2009. "Lou Prouvençau es nosto lengo" „Das Provenzalische ist unsere Sprache“.

In Frankreich werden im offiziellen Sprachgebrauch (zum Beispiel des Ministère de l'Éducation Nationale) folgende Bezeichnungen verwendet: occitan-langue d’oc für das Okzitanische in seiner Gesamtheit und occitan-langue d’oc provençal, bzw. occitan-langue d’oc nissart für die regionalen Dialekte (Varietäten).

### Das Okzitanische der Provence
Provenzalisch in der engeren Bedeutung als Varietät (Dialekt) des Okzitanischen wird in den folgenden Départements der Provence gesprochen: Vaucluse, Gard, Bouches-du-Rhône, Var, Alpes-de-Haute-Provence, Alpes-Maritimes, Hautes-Alpes, Drôme (ohne die région de la Valloire), Isère (einige Ortschaften).

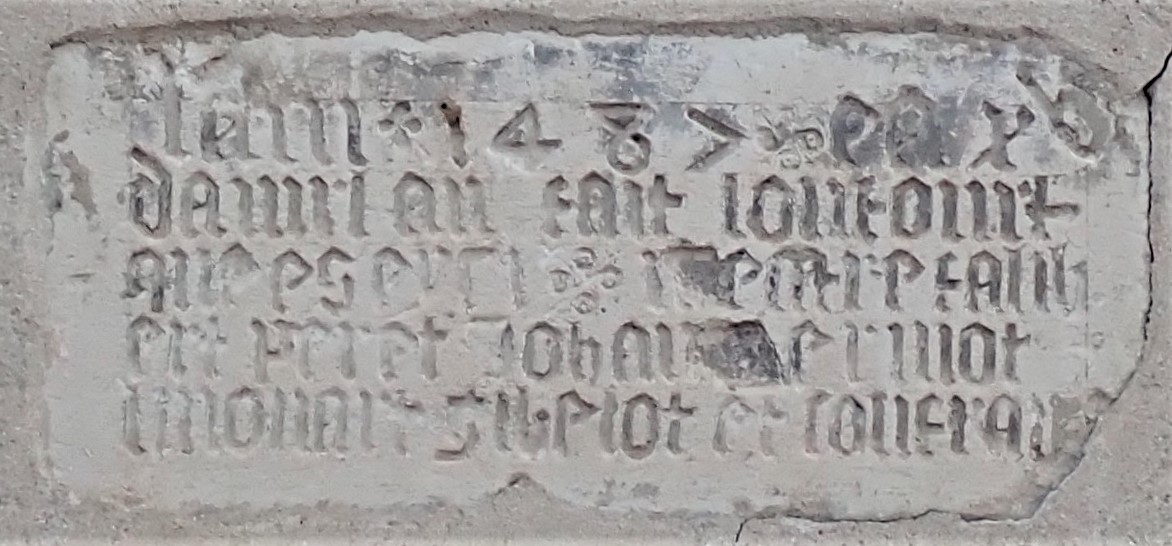
Provenzalische Inschrift, Hausfassade in St. Remy

Man unterscheidet drei Unterdialekte:
- Rhodano-Provenzalisch (französisch le rhodanien): Département Vaucluse und nördliches Département Bouches-du-Rhône mit Avignon, Arles, la Camargue, les Martigues, Nîmes, Uzès.
- Maritimes-Provenzalisch (französisch le provençal central / maritime): südliches Département Bouches-du-Rhône, Département Var und westliches Département Alpes-Maritimes, die Mittelmeerküste von Marseille bis Antibes, Draguignan und Umgebung.
- Nissart (französisch le niçard /le niçois): Nizza und Umgebung.

Die provenzalische Dialektgruppe wird im Osten durch das Norditalienische, im Norden durch das Frankoprovenzalische, im Nordwesten durch das Auvergnatische und im Westen und Südwesten durch das Languedokische begrenzt.

### Okzitanische Literatursprache
Als Altprovenzalisch bezeichnete man in der älteren Forschung einerseits das Altokzitanische allgemein, andererseits speziell das Okzitanisch der mittelalterlichen Trobadordichtung Südfrankreichs. Dieses Altprovenzalisch der Trobadors ist nicht mit der älteren Sprachstufe des heutigen neuokzitanischen Dialektes „Provenzalisch“ im engeren Sinn gleichzusetzen, sondern es handelt sich um eine Schriftsprache oder Koine hauptsächlich auf der Basis des Limousinischen und Languedokischen (Tolosanischen), in die Wörter und Wortformen verschiedener Varianten des Okzitanischen Eingang gefunden haben. Sie wurde bis zum 13. Jahrhundert als eine verhältnismäßig einheitliche Schriftsprache der Dichtung gebraucht. Parallel hierzu entwickelte sich auch in der Verwaltung eine relativ einheitliche Schriftsprache. Als Amtssprache wurde sie dann bis zum 16. Jahrhundert vollständig durch das Französische verdrängt.

## Sprachliche Eigenheiten des Neuprovenzalischen
Für das Provenzalische im engeren Sinne, das heißt die heute in der Provence gesprochenen Dialekte, gelten folgende Besonderheiten. (Für die allgemeine Beschreibung des Okzitanischen s. Okzitanische Sprache).
 Abgrenzung (gemeinsam mit dem Languedokischen) gegen das Nordokzitanische:
- Keine Palatalisierung von lateinisch [ka] und [ga]. Beispiel: lateinisch cantare „singen“ > nordokzitanisch chantar [tʃan'ta], provenzalisch cantar [kan'ta],
- Erhaltung des intervokalischen -d-: nordokzitanisch dormia, provenzalisch dormida,
- Erhaltung von Vokalen statt Aphärese: nordokzitanisch na femna „eine Frau“, provenzalisch una femna.

Abgrenzung innerhalb des Südokzitanischen gegen das Languedokische:
- Erhaltung des Nasalvokals: languedokisch: tambèn [tabɛ] „auch“, provenzalisch: [tambɛn].
- [r]: languedokisch: gerolltes Zungenspitzen-r, provenzalisch: nicht gerolltes Zäpfchen-r [ʁ], man trifft aber auch ein leicht gerolltes [r] an.
- Grapheme <v> und <b>: languedokisch: beide als [b] gesprochen, provenzalisch: getrennt als [v] und [b] gesprochen.
- [-l]: languedokisch: als [l] erhalten lo/lou solelh [lusu'lel] „die Sonne“, provenzalisch: oft Vokalisierung lo/lou solèu.
- Die Konsonanten am Ende eines Wortes außer [s] und [r] werden nicht gesprochen. Farrat [farra] „Eimer“, cinq [sɛ̃] „fünf“. Auch [s] und [r] sind oft stumm calour [kalu] „Hitze“.[9]

- Plural-Artikel los und las werden im Provenzalischen oft zu lei oder li und lis.
- 1. Person Singular Präsens Indikativ Aktiv: trabalhar (lh = [ʎ])„arbeiten“, languedokisch trabalhi (Bildung auf -i) „ich arbeite“, provenzalisch trabalhe (Bildung auf -e) „ich arbeite“.